# قواعد الغواصات الألمانية في النرويج المحتلة
عملت قواعد الغواصات الألمانية في النرويج المحتلة بين عامي 1940 و1945، عندما حولت كريغسمارينه (البحرية الألمانية) عدة قواعد بحرية في النرويج إلى قواعد غواصات. أصبحت المدن الساحلية النرويجية متاحة لكريغسمارينه بعد غزو الدنمارك والنرويج في أبريل 1940. بعد اختتام الحملة النرويجية (يونيو 1940)، بدأ الألمان المحتلون في نقل غواصات يو المتمركزة في ألمانيا إلى العديد من المدن الساحلية النرويجية مثل بيرغن، نارفيك، تروندهايم، هامرفست وكيركينيس. بدأ التخطيط الأولي للعديد من المخابئ الغواصات في أواخر عام 1940. بدءًا من عام 1941 ، بدأت منظمة تودت في بناء المخابئ في بيرغن وترونديم. أكملت Weyss & Freytagg AG هذه المخابئ بين عامي 1942 و1943.
استخدمت كريغسمارينه بشكل عام غواصات يو المتمركزة في النرويج لتوسيع نطاق عملياتها في شمال المحيط الأطلسي والمحيط المتجمد الشمالي. كانت القواعد النرويجية تحتوي على غواصات يو التي شاركت في اعتراض قوافل الحلفاء التي تعبر المحيط المتجمد الشمالي إلى الاتحاد السوفيتي. بعد تحرير فرنسا من قبل الحلفاء الغربيين في عام 1944، ازداد نشاط الغواصات في العديد من الموانئ النرويجية. مع الاستيلاء على الموانئ الفرنسية أو قطعها، أعادت العديد من الغواصات الألمانية موقعها إلى مدن الموانئ النرويجية.
أثناء الاحتلال الألماني للنرويج، تمركزت كريغسمارينه في أكثر من 240 غواصة يو في بلدان الشمال الأوروبي في وقت أو آخر، معظمهم أعضاء في أسطول غواصات يو الحادي عشر، الذي كان لديه 190 غواصة في أسطوله خلال أسطول الأسطول بأكمله مسار مهني مسار وظيفي. وشملت القوافل المعروفة الأخرى في النرويج القوافل 13 و14.

## الغزو الألماني للنرويج

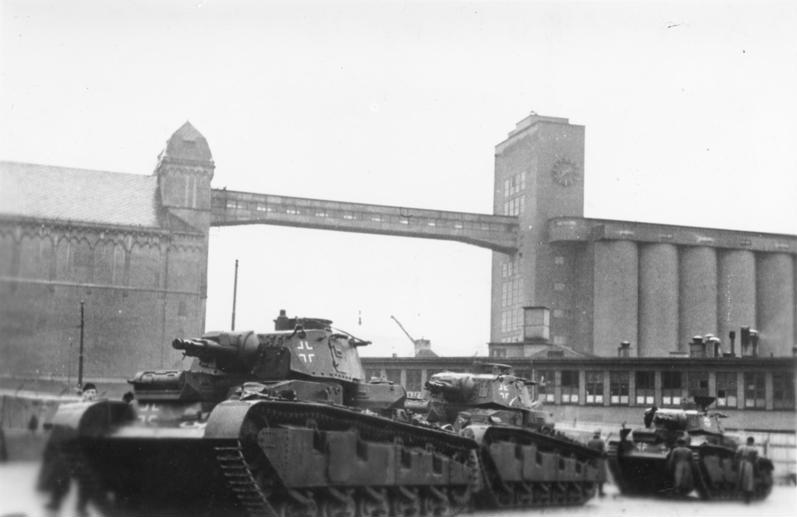
الدبابات الألمانية من نوع نويباوفارتسويغ في أوسلو في أبريل 1940

غزت ألمانيا كل من النرويج والدنمارك في 9 أبريل 1940.  كانت النرويج مهمة جدًا لألمانيا لسببين: أولاً كقاعدة للوحدات البحرية لمضايقة السفن المتحالفة في شمال المحيط الأطلسي والمحيط المتجمد الشمالي، وثانيًا لتأمين شحنات خام الحديد القادمة من السويد عبر ميناء نارفيك.  خلال عملية فيزروبونغ، سقطت الدنمارك في أقل من يوم، لتصبح الغزو الأقصر المسجل في التاريخ العسكري.  وضع النرويجيون مقاومة أكثر صرامة للقوات الألمانية الغازية. ومع ذلك، بحلول شهر مايو، كان النصف الجنوبي من النرويج تحت السيطرة الألمانية. بعد الغزو الألماني لفرنسا والدول المنخفضة، أجبر الحلفاء على إخلاء نارفيك، وتركوا البلاد للألمان الذين احتلوها حتى نهاية الحرب. بعد الغزو، قاد فيدكون كويسلنغ الحكومة النرويجية التعاونية، القائمة حول حزب الفاشي ناسجونال ساملينغ ("التجمع الوطني"). 

## الاستخدام الألماني للموانئ النرويجية

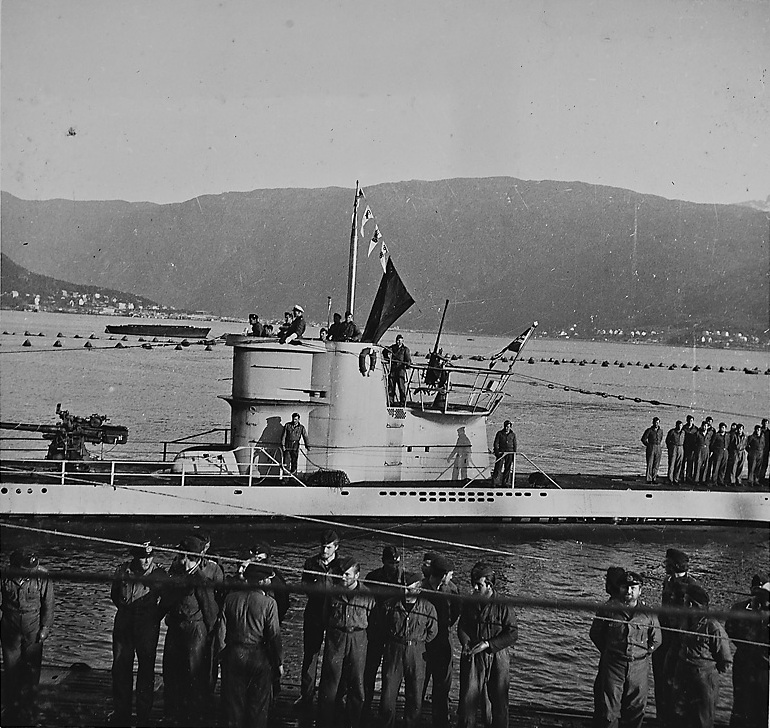
يو-255 في نارفيك بعد الهجوم على سفن قافلة بي كيو 17

أثناء الاحتلال، تم تحويل العديد من الموانئ البحرية في البلاد إلى قواعد غواصات التي تم استخدامها لمضايقة السفن المتحالفة في شمال المحيط الأطلسي والمحيط المتجمد الشمالي. وشملت هذه بيرغن، نارفيك، تروندهايم، هامرفست وكيركينيس. تمركز أكثر من 240 غواصة يو في النرويج في أوقات مختلفة خلال الحرب، وكان معظمهم أعضاء في أسطول غواصات يو الحادي عشر الذي كان لديه 190 قاربًا في أسطوله خلال مهنة الأسطول. وشملت القوافل المعروفة الأخرى في النرويج القوافل 13 و14. 